# ضد دوهرنغ
ضد دوهرنغ (بالألمانية: Herrn Eugen Dührings Umwälzung der Wissenschaft أي "ثورة السيد أوجين دوهرنغ في العلوم")‏ هو كتاب بقلم فريدريك إنجلز، نشر لأول مرة باللغة الألمانية في عام 1878. وكان قد نشر قبل ذلك متسلسلا في دورية. نشر منه إصداران إضافيان خلال حياة إنجلز. نشرت الترجمة الإنجليزية لأول مرة في عام 1907. عام 1984 نشرت دار التقدم ترجمة عربية للكتاب.

## محتويات
كان هذا العمل  مساهمة إنجلز الرئيسية في شرح وتطوير النظرية الماركسية. ترجمة العنوان الكامل ثورة السيد أوجين دوهرنغ في العلوم: كان القصد منه إثارة السخرية والجدال. العنوان القصير يشير إلى كتاب يوليوس قيصر الجدلي ضد كاتو.
لقد قام أوجين دوهرنغ بتطوير نسخته الخاصة من الاشتراكية، لتكون بديلا عن الماركسية. بما أن كارل ماركس كان مشغولا في ذلك الحين بتأليف كتاب رأس المال، فقد تولى إنجلز كتابة دفاع عام عن فكر ماركس. للكتاب ثلاثة أقسام هي الفلسفة, الاقتصاد السياسي و الاشتراكية.
إن للكتاب شعبية وديمومة بين الشيوعيين، وقد وصفه إنجلز برسالة لماركس، أنه محاولة «لإنتاج دراسة موسوعية عن مفهومنا للمشاكل الفلسفية، العلوم الطبيعية والتاريخية».
نشر جزء منه بشكل منفصل في عام 1880 في فرنسا بعنوان الاشتراكية الطوباوية والاشتراكية العلمية. نشرت الترجمة باللغة الإنجليزية في عام 1892. أثر هذا العمل أيضا على كتاب  المادية والمذهب النقدي التجريبي" بقلم فلاديمير لينين.
في هذا الكتاب، أوضح إنجلز أحد التعاريف الكلاسيكية لمصطلح «الاقتصاد السياسي»: «الاقتصاد السياسي، بأوسع معنى للكلمة، هو علم قوانين إدارة الإنتاج وتبادل الخيرات الحياتية المادية في المجتمع البشري [...] وهكذا فالاقتصاد السياسي علم تاريخي من حيث الجوهر. فهو يتناول مادة تاريخية، أي متغيرة على الدوام.»
هذا المؤلف هو أيضا مصدر القول المأثور: «الدولة لا تلغى بل تضمحل.»